# 604750 Marisabele
604750 Marisabele è un asteroide della fascia principale. Scoperto nel 2015, presenta un'orbita caratterizzata da un semiasse maggiore pari a 3,1759199 au e da un'eccentricità di 0,0711983, inclinata di 11,40158° rispetto all'eclittica.